# エクラスタワー武蔵小杉
エクラスタワー武蔵小杉（エクラスタワーむさしこすぎ）は、神奈川県川崎市中原区に所在する超高層マンション。2013年度グッドデザイン賞受賞。

## 概要
武蔵小杉駅南口地区西街区第一種市街地再開発事業によって建設された。下層階には武蔵小杉東急スクエアや川崎市立中原図書館が入居しているほか、地下には公共駐輪場が整備されている。また、南側には小杉第一公園が再整備されている。かつては東京電力の変電所が所在していたが、駅前土地の高度利用を目的として再開発が行われた。隣接地においても複数の再開発が進む。

## 歴史
- 1999年（平成11年）5月 - 武蔵小杉駅南口地区西街区市街地再開発準備組合設立。
- 2004年（平成16年）12月 - 都市計画決定。
- 2005年（平成17年）11月 - 再開発組合設立認可。
- 2006年（平成18年）8月 - 権利変換計画認可。
- 2010年（平成22年）3月 - 着工。
- 2013年（平成25年）2月 - タワーなどが竣工。
- 2014年（平成26年）3月 - 周辺道路・公園の工事が完了。

## アクセス
- 武蔵小杉駅下車すぐ。